# Trophée mondial de rugby à XV des moins de 20 ans 2024
Ne doit pas être confondu avec Championnat du monde junior de rugby à XV 2024.
Navigation
Trophée 2023
Le Trophée mondial de rugby à XV des moins de 20 ans 2024 (ou Trophée U20 World Rugby, en anglais World Rugby U20 Trophy) est la quatorzième édition de la compétition internationale annuelle, organisée à Édimbourg du 2 au 17 juillet 2024. Tous les matchs sont disputés au Hive Stadium.

## Format
En plus du pays hôte, l'Écosse, et du relégué du Championnat du monde junior 2023, six équipes sont qualifiées. Elles sont réparties en deux poules de quatre équipes, et disputent ensuite une journée finale de classement.
Le vainqueur de la compétition est qualifié pour le Championnat du monde junior 2025.

## Équipes participantes
Huit nations disputent le tournoi. En plus de l'organisateur, six équipes se sont qualifiées par le biais de leur compétition continentale, tandis que le Japon participe automatiquement en tant que relégué de la dernière édition du championnat du monde.
- Organisateur :  Écosse -20
- Relégué du Championnat du monde junior 2023 :  Japon -20
- Afrique :  Kenya -20[2]
- Amérique du Nord :  États-Unis -20[3]
- Amérique du Sud :  Uruguay -20[4]
- Asie :  Hong Kong -20[5]
- Europe :  Pays-Bas -20
- Océanie :  Samoa -20[6]

## Classement et résultats

### Poule A
| Rang | Pays          | J | V | N | D | Bo | Bd | Pm  | Pe  | Diff | Pts |
| ---- | ------------- | - | - | - | - | -- | -- | --- | --- | ---- | --- |
| 1    | Écosse -20    | 3 | 3 | 0 | 0 | 3  | 0  | 270 | 25  | +245 | 15  |
| 2    | Japon -20     | 3 | 2 | 1 | 0 | 2  | 0  | 196 | 73  | +123 | 12  |
| 3    | Samoa -20     | 3 | 1 | 0 | 2 | 1  | 0  | 61  | 223 | -162 | 5   |
| 4    | Hong Kong -20 | 3 | 0 | 0 | 3 | 0  | 0  | 39  | 245 | -206 | 0   |

#### 1rejournée
| 2 juillet 2024 | (bo) Japon -20 | 105 - 20 (39 - 15) | Hong Kong -20 | Hive Stadium, Édimbourg Arbitre : Ruairidh Campbell |
| 2 juillet 2024 | Essai(s) : 17 Nunobiki (2e, 68e), Iioka (9e, 18e, 47e, 70e), Ebisawa (12e), Takenoshita (21e, 49e), Otsuka (32e), Shimizu (39e, 44e, 56e), Ri.Ito (52e, 64e), Yoshikawa (77e), Ishibashi (79e) Transformation(s) : 10 Motohashi (22e, 33e, 45e, 50e, 53e, 57e, 65e, 69e, 78e, 80e) | Rapport            | Essai(s) : 3 Hedley (24e), D'Acre (34e), Edan (75e) Transformation(s) : 1 Elliott (35e) Pénalité(s) : 1 Elliott (28e) Carton(s) jaune(s) : 1 Campbell-Wu (8e) | Hive Stadium, Édimbourg Arbitre : Ruairidh Campbell |
| 2 juillet 2024 | | Rapport            | | Hive Stadium, Édimbourg Arbitre : Ruairidh Campbell |

| 2 juillet 2024 | (bo) Écosse -20 | 123 - 15 (66 - 3) | Samoa -20 | Hive Stadium, Édimbourg Arbitre : Katsuki Furuse |
| 2 juillet 2024 | Essai(s) : 19 Burke (8e), J.Blyth-Lafferty (12e, 41e), McAlpine (15e), McLean (18e), Doyle (25e, 32e, 46e), O.Blyth-Lafferty (29e), Ventisei (36e), Watson (37e, 58e, 61e), Deans (39e), Hart (en) (53e), Norrie (64e), McConnell (68e), Hocking (73e), Parry (77e) Transformation(s) : 14 McLean (12e, 15e, 19e, 25e, 30e, 33e, 38e, 40e, 54e, 61e, 64e, 69e), McAlpine (47e), Hocking (78e) | Rapport           | Essai(s) : 2 Auvaa (50e, 66e) Transformation(s) : 1 Niulevaea (67e) Pénalité(s) : 1 Niulevaea (23e) Carton(s) jaune(s) : 1 Douglas (20e) | Hive Stadium, Édimbourg Arbitre : Katsuki Furuse |
| 2 juillet 2024 | | Rapport           | | Hive Stadium, Édimbourg Arbitre : Katsuki Furuse |

#### 2ejournée
| 7 juillet 2024 | (bo) Écosse -20 | 101 - 0 (52 - 0) | Hong Kong -20 | Hive Stadium, Édimbourg Arbitre : Nicolae Fratila |
| 7 juillet 2024 | Essai(s) : 15 Douglas (3e, 30e), Doyle (10e, 34e, 36e), McConnell (17e), Morris (22e, 51e), Patterson (26e), Ventisei (42e), Hocking (55e), Watson (57e), J.Blyth-Lafferty (64e), Kolade (77e), Burke (80e) Transformation(s) : 13 Urwin (4e, 11e, 17e, 23e, 27e, 35e, 43e, 51e, 56e, 57e, 65e, 78e, 80e+1) Carton(s) jaune(s) : 1 Kolade (38e) | Rapport          |               | Hive Stadium, Édimbourg Arbitre : Nicolae Fratila |
| 7 juillet 2024 | | Rapport          |               | Hive Stadium, Édimbourg Arbitre : Nicolae Fratila |

| 7 juillet 2024 | (bo) Japon -20 | 81 - 7 (27 - 7) | Samoa -20                                                                                         | Hive Stadium, Édimbourg Arbitre : Cauã Ricardo Santos |
| 7 juillet 2024 | Essai(s) : 13 Ueda (8e), Shimizu (12e, 50e), Kamei (18e), Ebisawa (25e, 29e, 76e), Mori (52e), Iioka (55e), Ishibashi (60e), Masuo (66e), Tanaka (69e), Masuyama (78e) Transformation(s) : 8 Motohashi (26e, 53e, 56e, 61e, 67e), Takaki (50e), Ebisawa (77e, 78e) | Rapport         | Essai(s) : 1 Pasa (39e) Transformation(s) : 1 Niulevaea (40e) Carton(s) jaune(s) : 1 Faavae (69e) | Hive Stadium, Édimbourg Arbitre : Cauã Ricardo Santos |
| 7 juillet 2024 | | Rapport         |                                                                                                   | Hive Stadium, Édimbourg Arbitre : Cauã Ricardo Santos |

#### 3ejournée
| 12 juillet 2024 | (bo) Samoa -20 | 39 - 19 (17 - 12) | Hong Kong -20                                                                                            | Hive Stadium, Édimbourg Arbitre : Sylvain Mané |
| 12 juillet 2024 | Essai(s) : 5 Tavita (2e, 63e), Faavae (30e), Niulevaea (57e, 67e) Transformation(s) : 4 Niulevaea (3e, 31e, 58e, 67e) Pénalité(s) : 2 Niulevaea (11e, 61e) Carton(s) jaune(s) : 1 Fatu (33e) | Rapport           | Essai(s) : 3 Sheldon (7e), D'Acre (24e), Rickard (45e) Transformation(s) : 2 Elliott (8e), Rickard (46e) | Hive Stadium, Édimbourg Arbitre : Sylvain Mané |
| 12 juillet 2024 | | Rapport           | | Hive Stadium, Édimbourg Arbitre : Sylvain Mané |

| 12 juillet 2024 | (bo) Écosse -20 | 46 - 10 (12 - 0) | Japon -20                                                                     | Hive Stadium, Édimbourg Arbitre : Lex Weiner |
| 12 juillet 2024 | Essai(s) : 6 Gwynn (en) (8e, 25e), Doyle (44e), McLean (49e), Douglas (55e), Hocking (80e) Transformation(s) : 5 McLean (9e, 45e, 50e, 55e, 80e+1) Pénalité(s) : 2 McLean (58e, 66e) | Rapport          | Essai(s) : 2 Masuyama (69e), Kamei (74e) Carton(s) jaune(s) : 1 Kawagoe (55e) | Hive Stadium, Édimbourg Arbitre : Lex Weiner |
| 12 juillet 2024 | | Rapport          |                                                                               | Hive Stadium, Édimbourg Arbitre : Lex Weiner |

### Poule B
| Rang | Pays           | J | V | N | D | Bo | Bd | Pm  | Pe  | Diff | Pts |
| ---- | -------------- | - | - | - | - | -- | -- | --- | --- | ---- | --- |
| 1    | États-Unis -20 | 3 | 3 | 0 | 0 | 2  | 0  | 106 | 65  | +41  | 14  |
| 2    | Uruguay -20    | 3 | 2 | 0 | 1 | 2  | 0  | 72  | 55  | +17  | 10  |
| 3    | Pays-Bas -20   | 3 | 1 | 0 | 2 | 2  | 0  | 100 | 79  | +21  | 6   |
| 4    | Kenya -20      | 3 | 0 | 0 | 3 | 0  | 0  | 27  | 106 | -79  | 0   |

#### 1rejournée
| 2 juillet 2024 | (bo) Uruguay -20 | 25 - 7 (15 - 0) | Kenya -20                                                                                       | Hive Stadium, Édimbourg Arbitre : Ethan Glass |
| 2 juillet 2024 | Essai(s) : 4 Hoblog (10e), Perillo (38e), Cagnone (66e), Garcia (73e) Transformation(s) : 1 Amarillo (39e) Pénalité(s) : 1 Amarillo (14e) | Rapport         | Essai(s) : 1 Wamalwa (57e) Transformation(s) : 1 Olela (58e) Carton(s) jaune(s) : 1 Okeyo (52e) | Hive Stadium, Édimbourg Arbitre : Ethan Glass |
| 2 juillet 2024 | | Rapport         |                                                                                                 | Hive Stadium, Édimbourg Arbitre : Ethan Glass |

| 2 juillet 2024 | (bo) Pays-Bas -20 | 33 - 44 (12 - 41) | États-Unis -20 (bo) | Hive Stadium, Édimbourg Arbitre : Morgan White |
| 2 juillet 2024 | Essai(s) : 5 Smits (28e, 34e, 72e), van der Veen (46e), Karst (61e) Transformation(s) : 4 Vaasen (35e, 47e, 62e, 73e) | Rapport           | Essai(s) : 6 Farrell (12e, 22e, 30e, 39e), Fortune (19e), Pedegana (37e) Transformation(s) : 4 C.Smith (19e, 23e, 31e, 40e) Pénalité(s) : 2 C.Smith (4e), Cline (69e) Carton(s) jaune(s) : 2 Vassell (32e), Fortune (46e) | Hive Stadium, Édimbourg Arbitre : Morgan White |
| 2 juillet 2024 | | Rapport           | | Hive Stadium, Édimbourg Arbitre : Morgan White |

#### 2ejournée
| 7 juillet 2024 | Uruguay -20 | 15 - 32 (8 - 3) | États-Unis -20 | Hive Stadium, Édimbourg Arbitre : Sylvain Mané |
| 7 juillet 2024 | Essai(s) : 2 Garcia (27e), Gini (69e) Transformation(s) : 1 Amarillo (70e) Pénalité(s) : 1 Amarillo (37e) Carton(s) jaune(s) : 1 Gini (74e) | Rapport         | Essai(s) : 2 C.Smith (57e), Farrell (65e) Transformation(s) : 2 Cline (58e, 66e) Pénalité(s) : 6 Saunders (7e, 49e, 52e), Cline (72e, 75e, 80e+1) Carton(s) jaune(s) : 1 Ross (31e) | Hive Stadium, Édimbourg Arbitre : Sylvain Mané |
| 7 juillet 2024 | | Rapport         | | Hive Stadium, Édimbourg Arbitre : Sylvain Mané |

| 7 juillet 2024 | (bo) Pays-Bas -20 | 51 - 3 (41 - 3) | Kenya -20                                                         | Hive Stadium, Édimbourg Arbitre : Lex Weiner |
| 7 juillet 2024 | Essai(s) : 8 Doornenbal (3e), de Bruin (4e), Smits (17e, 30e), Temperley (22e), Nguema (39e), Vaasen (63e), Baker (74e) Transformation(s) : 4 Vaasen (3e, 17e, 31e, 40e) Pénalité(s) : 1 Vaasen (11e) | Rapport         | Pénalité(s) : 1 Olela (20e) Carton(s) jaune(s) : 1 Omukhulu (16e) | Hive Stadium, Édimbourg Arbitre : Lex Weiner |
| 7 juillet 2024 | | Rapport         |                                                                   | Hive Stadium, Édimbourg Arbitre : Lex Weiner |

#### 3ejournée
| 12 juillet 2024 | Kenya -20                                                                                               | 17 - 30 (3 - 8) | États-Unis -20 (bo) | Hive Stadium, Édimbourg Arbitre : Nicolae Fratila |
| 12 juillet 2024 | Essai(s) : 2 Otete (70e), Bett (72e) Transformation(s) : 2 Okeyo (71e, 73e) Pénalité(s) : 1 Olela (38e) | Rapport         | Essai(s) : 4 Threlkeld (16e), Schaefer (45e), Farrell (53e), Santos (61e) Transformation(s) : 2 Edjua (46e, 54e) Pénalité(s) : 2 Edjua (34e, 42e) | Hive Stadium, Édimbourg Arbitre : Nicolae Fratila |
| 12 juillet 2024 | | Rapport         | | Hive Stadium, Édimbourg Arbitre : Nicolae Fratila |

| 12 juillet 2024 | (bo) Uruguay -20 | 32 - 16 (3 - 10) | Pays-Bas -20 | Hive Stadium, Édimbourg Arbitre : Ethan Glass |
| 12 juillet 2024 | Essai(s) : 4 Hoblog (43e), Landauer (50e), Bertini (57e), Flangini (63e) Transformation(s) : 3 Landauer (44e, 51e, 58e) Pénalité(s) : 2 Landauer (7e, 69e) | Rapport          | Essai(s) : 1 Karst (15e) Transformation(s) : 1 Vaasen (15e) Pénalité(s) : 3 Vaasen (28e, 60e, 66e) Carton(s) jaune(s) : 2 Ooijen (40e+2), van der Veen (71e) | Hive Stadium, Édimbourg Arbitre : Ethan Glass |
| 12 juillet 2024 | | Rapport          | | Hive Stadium, Édimbourg Arbitre : Ethan Glass |

### Finales de classement
| 7e place 17 juillet 2024 | Hong Kong -20 | 34 - 14 (29 - 14) | Kenya -20 | Hive Stadium, Édimbourg Arbitre : Cauã Ricardo Santos |
| 7e place 17 juillet 2024 | Essai(s) : 6 Sheldon (14e, 40e+2), Kee (17e), Lin (28e), Hedley (37e), Rickard (76e) Transformation(s) : 2 Rickard (18e, 37e) | Rapport           | Essai(s) : 2 Ojiambo (3e), Omolo (11e) Transformation(s) : 2 Okeyo (4e), Olela (12e) Carton(s) jaune(s) : 2 Bett (32e), Mate (40e+1) | Hive Stadium, Édimbourg Arbitre : Cauã Ricardo Santos |
| 7e place 17 juillet 2024 | | Rapport           | | Hive Stadium, Édimbourg Arbitre : Cauã Ricardo Santos |

| 5e place 17 juillet 2024 | Samoa -20 | 29 - 46 (5 - 29) | Pays-Bas -20 | Hive Stadium, Édimbourg Arbitre : Ruairidh Campbell |
| 5e place 17 juillet 2024 | Essai(s) : 5 Auvaa (36e), Hanipale (54e), Ripine (62e), Faavae (69e), Aiono (79e) Transformation(s) : 2 Niulevaea (63e), Popoalii (79e) Carton(s) jaune(s) : 1 Popoalii (39e) | Rapport          | Essai(s) : 6 de Prieelle (21e), Doornenbal (29e), Temperley (40e+1, 43e), Vaasen (59e), de Bruin (74e) Transformation(s) : 2 Vaasen (22e, 44e) Pénalité(s) : 4 Vaasen (5e, 11e, 15e, 26e) | Hive Stadium, Édimbourg Arbitre : Ruairidh Campbell |
| 5e place 17 juillet 2024 | | Rapport          | | Hive Stadium, Édimbourg Arbitre : Ruairidh Campbell |

| 3e place 17 juillet 2024 | Japon -20 | 75 - 22 (26 - 8) | Uruguay -20 | Hive Stadium, Édimbourg Arbitre : Morgan White |
| 3e place 17 juillet 2024 | Essai(s) : 11 Masuyama (6e, 8e), Kamei (20e, 43e), Shimizu (33e, 58e), Ri.Ito (53e), Iioka (67e), Takenoshita (71e), Motohashi (79e, 80e+1) Transformation(s) : 10 Ri.Ito (9e, 21e, 34e, 44e, 54e), Takaki (58e, 68e, 72e, 79e, 80e+1) | Rapport          | Essai(s) : 3 Garcia (30e), Bertini (46e), Bofill (73e) Transformation(s) : 2 Landauer (47e, 74e) Pénalité(s) : 1 Landauer (12e) Carton(s) jaune(s) : 1 Amarillo (69e) | Hive Stadium, Édimbourg Arbitre : Morgan White |
| 3e place 17 juillet 2024 | | Rapport          | | Hive Stadium, Édimbourg Arbitre : Morgan White |

| Finale 17 juillet 2024 | Écosse -20 | 48 - 10 (17 - 0) | États-Unis -20                                                                                   | Hive Stadium, Édimbourg Arbitre : Katsuki Furuse |
| Finale 17 juillet 2024 | Essai(s) : 8 McVie (9e, 72e, 76e), Ventisei (27e), Currie (38e), J.Blyth-Lafferty (46e, 66e), Yule (79e) Transformation(s) : 4 McLean (28e), Hocking (67e, 73e, 77e) | Rapport          | Essai(s) : 1 Farrell (80e+2) Transformation(s) : 1 C.Smith (80e+3) Pénalité(s) : 1 C.Smith (45e) | Hive Stadium, Édimbourg Arbitre : Katsuki Furuse |
| Finale 17 juillet 2024 | | Rapport          |                                                                                                  | Hive Stadium, Édimbourg Arbitre : Katsuki Furuse |